# Cor de Ronde (PvdA)
Er bestaat ook een Nederlandse politicus Cor de Ronde (CDA).
Cornelis Jacob (Cor) de Ronde (Rotterdam, 18 juni 1925 - Kaatsheuvel, 4 april 2013) was een Nederlands politicus. Hij was lid van de PvdA.
De Ronde was afkomstig uit een sociaaldemocratische familie. Zijn grootvader bijvoorbeeld was stakingsleider in de haven van Rotterdam. Alhoewel hij het in zijn jeugd niet breed had (zijn moeder moest de kost verdienen nadat zijn vader bij een bedrijfsongeval in de haven om het leven was gekomen), kon hij dankzij zijn moeders werkzaamheden toch de hbs volgen. Hij was aanwezig op het eerste bijeenkomen van de SDAP van na de Tweede Wereldoorlog en werd lid van de PvdA toen deze politieke partij in 1946 werd opgericht. Hij is deze partij altijd trouw gebleven, al had hij wel zijn bedenkingen bij het beleid van de PvdA inzake de politionele acties van 1948.
De Ronde was in de jaren zestig en zeventig lid van de Provinciale Staten van Zuid-Holland alsook lid van de gemeenteraad en tevens wethouder van Gorinchem.
Van 1972 tot 16 augustus 1977 was hij burgemeester van Bergambacht en Ammerstol. Van 1 februari 1977 tot 16 januari 1978 was hij vanwege de verwikkelingen in en het daaropvolgende vertrek van burgemeester Iz Keijzer ook waarnemend burgemeester van Benthuizen. Op 16 augustus 1977 verruilde hij Bergambacht-Ammerstol voor Brielle, waaraan hij tot aan zijn pensionering in 1987 verbonden zou blijven. Door zijn toedoen ging Brielle in 1985 een partnerschap aan met de in Midden-Tsjechië gelegen stad Havlíčkův Brod.
Ook buiten de politiek is hij actief geweest. Zo zat hij in het bestuur van het Humanistisch Verbond en het Humanistisch Vredesberaad, was hij bestuurder bij de Vereniging Openbaar Onderwijs en maakte hij deel uit van de maatschappelijke raad van het Nederlandse krijgsmacht.